# تجربة جاليلو على برج بيزا المائل

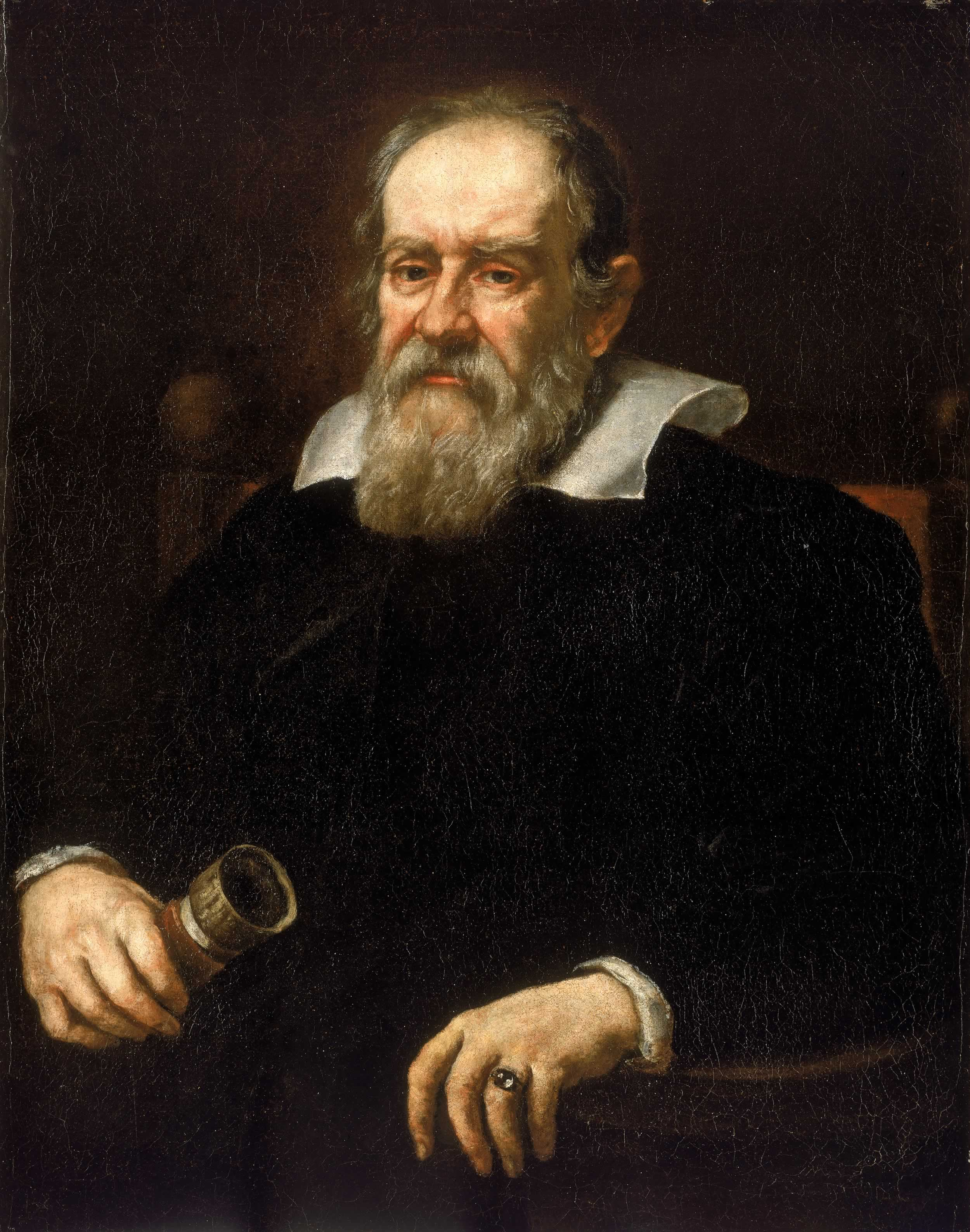
العالم الإيطالي الشهير جاليلو جاليلي صاحب التجربة

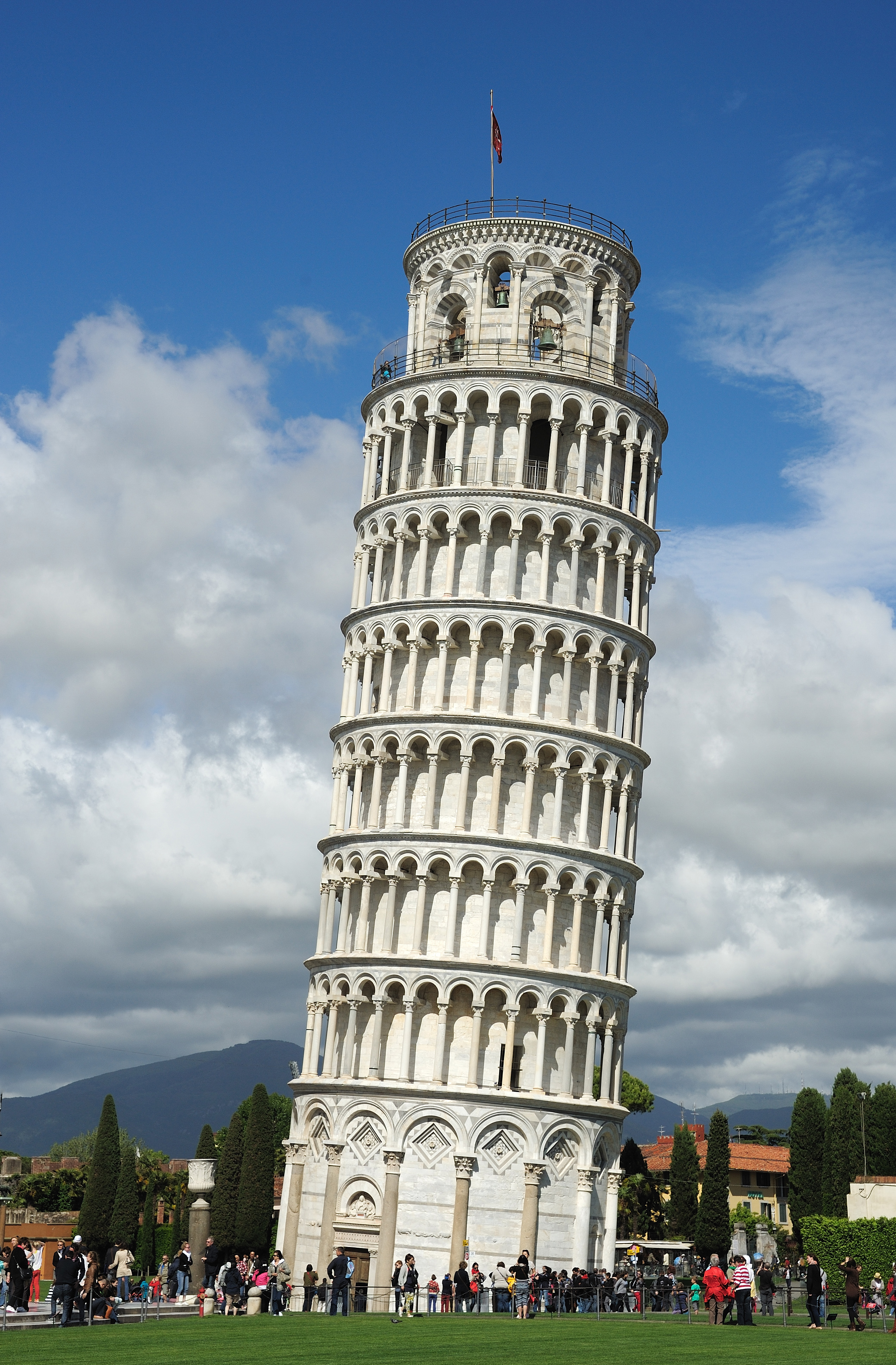
برج بيزا المائل والذي أجر جاليلو تجربته عليه.

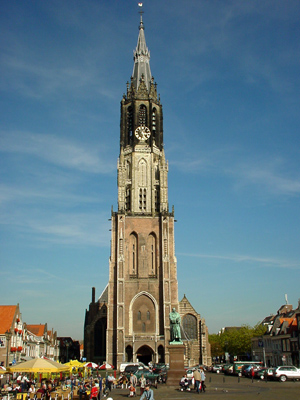
برج نيوي كيرك في دلفت، هولندا. حيث قام جان غروتيوس بالتجربة

في الفترة ما بين عام 1589 وعام 1592، تم نسب أن العالم الإيطالي الشهير جاليلو جاليلي (أستاذ الرياضيات في جامعة بيزا آنذاك) قد قام بإسقاط جسمين مختلفين في الكتلة من قمة برج بيزا المائل لإثبات أن زمن السقوط الحر لا يعتمد على الكتلة. وفقا لسيرة كتبها تلميذ جاليلو فينتشنزو فيفياني، الذي ألفه عام 1654 وتم نشره عام 1717.

## لمحة عامة
استنتج جاليليو بعد تلك التجربة، أن الأجسام تسقط بنفس التسارع، مؤكدا بذلك على نظريته وداحضا بذلك نظرية الجاذبية لأرسطو (التي تنص على أن سرعة سقوط الجسم تعتمد على كتلته) والتي كانت هي السائدة في ذلك الوقت. 

بالرغم من تأكيد فيفياني تلميذ جاليلو بأن أستاذه قد قام بالتجربة، إلا أنه لا توجد صيغة نهائية قدمها جاليلو تثبت ذلك. فكل ما صاغه هو نظرية تقول بأنه «عند سقوط أجسام من نفس المادة ومن نفس الإرتفاع فستكون سرعة سقوطهم واحدة».
أدت هذة النظرية إلى حدوث جلبة كبيرة في المجتمع العلمي آنذاك المؤمن بنظرية أرسطو التي تقول أن «الأجسام الثقيلة تسقط بسرعة أكبر من الأجسام الاقل وزنا، أي أن سرعة السقوط الحر تتناسب طرديا مع الكتلة».
تم سرد هذة القصة أكثر من مرة وبأكثر من طريقة في الروايات الشعبية، ولا يستطيع أحد تأكيد أو نفي قيام جاليلو بهذة التجربة، وهل حدثت أم هي مجرد تجربة فكرية. ما عدا ستيلمان دريك، المؤمن بحدوثها وبأنها كانت كما وصفها فيفياني، مظاهرة للطلاب.

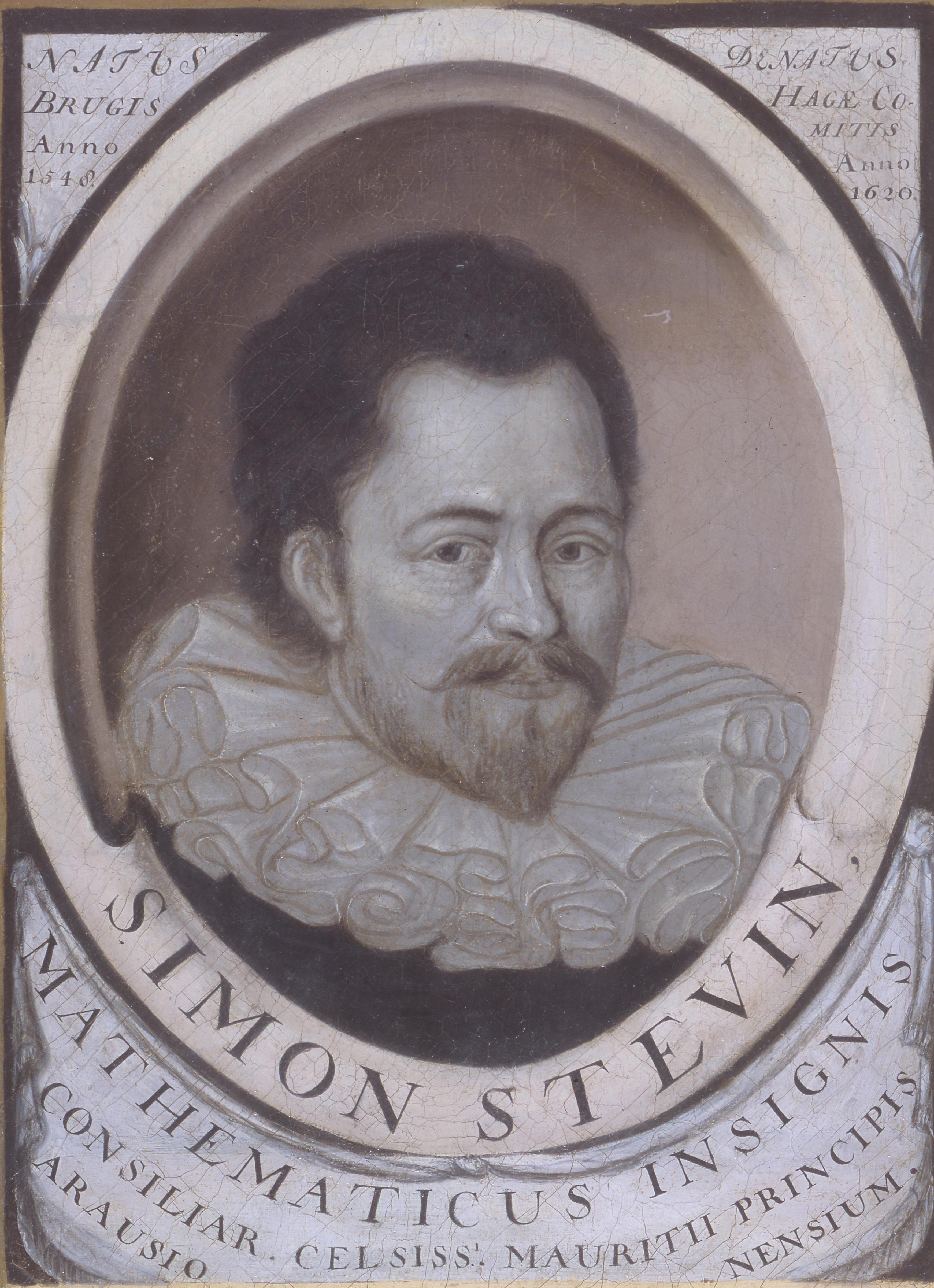
عالم الرياضيات الهولندي سيمون ستيفين.

تم إجراء التجربة أيضا في دلفت في القرن السادس عشر في هولندا، عندما قام عالم الرياضيات سيمون ستيفين والفيزيائي جان غروتيوس دي جروت (والد هوغو غروتيوس) بإجراء التجربة من أعلى قمة نيوي كيرك. تم وصف التجربة هذة المرة في كتاب سيمون ستيفين «مبادئ الإحصاء»، المنشور في عام 1586 قائلا فيه:
«دعونا نأخذ (مثل جان كورنيتس دي جرووت المتعلم والباحث الدؤوب في أسرار الطبيعة) كرتين من الرصاص، واحدة أكبر وأثقل من الأخرى بعشر مرات، إلى ارتفاع 30 متر والسماح لهم بالسقوط الحر. فإن ما سنراه حينها ليس أن الكرة الأصغر أخذت وقت أكبر بعشر مرات من الكرة الأثقل، لكنهم وصلوا إلى الأرض في نفس الوقت. وهو دليل كافي على إثبات خطأ أرسطو».
أما عن تجربة جاليلو الشهيرة فذكرها في كتابه «عن الحركة» قائلا:
"تخيل جسمين، غير متساويين في الكتلة متصلين ببعضهما البعض بسلسلة، تم إسقاطهم من قمة برج بيزا. مع افتراض أن الأجسام الأثقل تسقط أسرع من الأجسام الأقل في الكتلة (والعكس صحيح، الأجسام الأقل كتلة تسقط أبطا)، فإن ما سيحدث هو أن السلسلة ستؤخر سقوط الجسم الأثقل بسبب بطء سقوط الجسم الأخف. في هذة الحالة يكون النظام (الجسمين المختلفتين والسلسلة) أثقل من حالة سقوط الجسم الأثقل وحده، ومع ذلك تأخذ وقتا أطول. هذا التناقض لا يقود المرء إلا إلى الاستنتاج أن افتراض أرسطو غير صحيح.